# Rhythm of Destiny
Pour plus de détails, voir Fiche technique et Distribution.
Rhythm of Destiny (伴我縱橫, Ban wo zong heng) est un film dramatique hongkongais réalisé par Andrew Lau et sorti en 1992 à Hong Kong. Il raconte l'histoire d'un criminel (Danny Lee) qui décide de revenir dans le droit chemin. Mais alors qu'il aide son petit-frère (Aaron Kwok) dans sa carrière de chanteur, il enfreint de nouveau la loi et retourne en prison.
Premier film de Lucy Liu, il totalise 7 775 386 HK$ de recettes à Hong Kong.

## Synopsis
Lee Ka-yin (Danny Lee), surnommé Bee, trafiquant de diamants, ancien membre des triades, et ex-détenu ayant déjà purgé quatre peines, débarque à Taïwan pour une transaction commerciale avec un chef de triade local appelé Hark (Blackie Ko). Durant le marchandage, Hark lui suggère de se mettre au trafic de cocaïne, ce qu'il refuse. Mais alors que Hark prend sa réponse comme une blague, Bee pointe son pistolet sur lui, tandis que l'un des sbires de ce-dernier tente d'attaquer Bee et son homme de main, Kwan (Felix Lok (en)), mais Bee tue l'homme de Hark avec une épée. Après l'incident, Bee lui dit qu'il désire maintenant mener une vie honnête et quitter sa vie criminelle tandis que Kwan aspire également à retourner à Hong Kong après s'être mis au vert à Taïwan pendant trois ans en raison d'une accusation d'agression. Bee retourne à Hong Kong et donne de l'argent à Kwan pour entrer illégalement à Hong Kong par bateau.
Le petit frère de Bee, Kevin (Aaron Kwok), est un étudiant en musique et danse et aspire à devenir chanteur. Quand Bee rentre à la maison, Kevin est ravi de le voir, mais pas sa mère (Chiao Chiao) qui l'avait jeté dehors en raison de ses activités criminelles. Bee assure à sa mère qu'il a quitté le monde criminel et ils emménagent dans un appartement de 130 m² acheté pour sa famille.
Bee recontacte ensuite son ancien amour Hung (Sharla Cheung), une hôtesse de bar. Il renoue également avec Kwan et Superman (Shing Fui-on). Hung suggère à Bee de racheter une discothèque auprès d'un propriétaire prêt à émigrer, et Superman se désigne lui-même manager. Kevin arrive au bar où il travaille comme chanteur à temps partiel et se produit sur scène, mais Bee se dispute avec des clients bruyants. Kevin tente de mettre fin à l'échauffourée mais se fait frapper et Bee attaque les clients avec Kwan et Superman.
À l'école, Kevin est convaincu par ses camarades de classe de participer à un concours de chant. Il assiste également une camarade de classe Donna (Lucy Liu) lors d'une répétition de danse et lui demande ensuite de sortir avec lui. Bee rencontre ensuite l'oncle Kau (Wu Ma) qui lui prête de l'argent pour l'acquisition de la boîte de nuit que Hung a mentionné. Bee hypothèque également son appartement à Kau pour bénéficier de fonds supplémentaires.
Kevin auditionne pour le concours de chant et est accepté. Bee, Superman et Kwan se rendent au bureau de Yip Hon-leung, l'un des juges du concours de chant et tentent de le soudoyer pour que Kevin gagne. Bee, Hung, Superman et Kwan arrivent au concours de chant pour soutenir Kevin, qui finit par perdre. Hung, Superman et Kwan agressent Yip tandis que Bee tente de les stopper et que Kevin est arrêté pour voies de fait et corruption. Bee reconnait les accusations portées par la police et retourne en prison pendant que Kevin est libéré. L'officier Wong (Parkman Wong) ordonne à ses hommes de faire une descente dans la discothèque de Bee et trouve un sac de cocaïne caché dans son bureau par Kwan et Bee est ainsi accusé en plus de possession de drogue. Sa mère s'évanouie au tribunal et finit par mourir à l'hôpital. Bee supplie l'agent Wong de lui permettre d'assister à ses funérailles tandis que Kevin lui reproche la mort de leur mère. Par la suite, Bee plaide coupable de ses crimes et est condamné à une peine combinée de 2 ans et 9 mois d'emprisonnement tandis que son appartement est également saisi par la justice.
Pendant ce moment noir pour Kevin, il est approché avec un contrat par le producteur de disques Peter Lai, qui était l'un des juges du concours de chant. La carrière de chanteur de Kevin décolle pendant que Bee est en prison et Hung lui rend visite avec un livre photo de Kevin. Après sa libération, Bee retrouve Hung et Superman, qui est devenu homme de ménage en raison d'énormes dettes. Bee et Hung tentent de rendre visite à Kevin lors d'une fête d'anniversaire avec ses fans, mais Lai les arrête afin de ne pas affecter sa carrière et Bee laisse un collier avec une croix chrétienne en cadeau. Lorsque Lai le tend à Kevin, il se précipite pour voir son frère qui est parti. Plus tard, Hung donne à Bee un billet pour le prochain concert de Kevin qui se tiendra à Taïwan.
Pendant ce temps, Kwan, qui se cache à Taïwan pour avoir assisté Bee, a une énorme dette envers Hark. Alors que Hark est sur le point de lui couper les doigts, Kwan lui suggère alors d'enlever Kevin afin d'effacer ses dettes. Bee assiste au concert de Kevin à Taïwan où sa dernière chanson est dédiée à son frère. Kevin aperçoit Bee dans le public quand il jette une pièce sur scène. Par la suite, Bee se rend dans les coulisses pour voir son frère et voit Kwan enlever Kevin. Bee sauve son frère et tue Kwan avec une épée de samouraï avant que Hark n'arrive et ne poignarde Bee. Kevin tue ensuite Hark et ses hommes de main et Bee meurt dans les bras de Kevin.

## Fiche technique
- Titre original : 伴我縱橫
- Titre international : Rhythm of Destiny
- Réalisation : Andrew Lau
- Scénario : James Fung et Chan Po-sun
- Musique : Philip Chan
- Photographie : Tony Miu
- Montage : Chan Kei-hop
- Production : Danny Lee
- Société de production : Magnum Films
- Société de distribution : Golden Princess Film Production
- Pays d'origine :  Hong Kong
- Langue : cantonais
- Genre : drame et film de gangsters
- Durée : 93 minutes
- Date de sortie :
  -  Hong Kong : 2 avril 1992

## Distribution
- Danny Lee : Lee Ka-yin/Bee
- Aaron Kwok : Kevin Lee/Dee
- Sharla Cheung : Hung
- Shing Fui-on : Superman
- Wu Ma : Oncle Kau
- Blackie Ko : Hark
- Chiao Chiao : la mère de Bee et Kevin
- Felix Lok (en) : Chan Kwan
- Lucy Liu : Donna
- Peter Lai : lui-même
- Yip Hon-leung : lui-même
- Parkman Wong : l'officier Wong
- James Ha : un homme de main de Hark
- Chan Chi-fai : un client qui se bat avec Bee
- Ricky Wong : un client du bar de Bee
- Lam Ching : lui-même
- Yu Mo-lin (en) : Madame Mui
- Simon Lui (en) : le maître de cérémonie du concours
- Ng Kwok-kin : Leung
- Jacky Cheung Chun-hung : un homme de main de Hark
- Lam Kwok-kit : un client qui se bat avec Bee
- Joe Chu : un client qui se bat avec Bee
- Diego Swing : Père Ko
- Philip Chan : lui-même
- Law Shu-kei : le juge
- Eric Kei : un policier
- John Wakefield : un avocat
- Xiong Xin-xin : un homme de main de Hark
- Kong Foo-keung : un homme de main de Hark
- King Kong Lam (en) : un étudiant
- Cash Chin : l'officier judiciaire
- Choi Kwok-keung : un voyou
- Yu Ming-hin : un policier
- Tam Kon-chung
- Chu Tat-kwong
- Dave Lam

## Musique
| Chanson                                           | Compositeur                      | Parolier          | Chanteur   | Notes             |
| ------------------------------------------------- | -------------------------------- | ----------------- | ---------- | ----------------- |
| After All, Who Can Tell Me (到底誰能告訴我)       | Yutaka Ozaki                     | Chang Fang-lu     | Aaron Kwok | Thème             |
| Farewell Kiss During Midnight (午夜的吻別)        | Hsu Chia-liang                   | Chiang Tung-liang | Aaron Kwok | Thème introductif |
| Heart Breaker                                     | Klarmann/Weber (en)              | Fred Chen         | Aaron Kwok | Thème introductif |
| I Do Not Admit Defeat (我不認輸)                  | Andy Goldnark, Steve Kipner (en) | Fred Chen         | Aaron Kwok | Thème introductif |
| Should I Quietly Walk Away (我是不是該安靜的走開) | Chen Hsiu-nan                    | Chang Fang-lu     | Aaron Kwok | Thème introductif |
| Say Love If You Like (喜歡就說愛)                 | Ricky Ho                         | He Hou-hua        | Aaron Kwok | Thème introductif |
| I Give You All My Love (我給你全部的愛)           | Wang Yi-ping                     | Lin Mei-hsing     | Aaron Kwok | Thème introductif |